# ナシード
ナシード（アラビア語:単数形 نشيد nashīd 複数形 أناشيد anāshīd 欧文表記:Nasheed マレーシアやインドネシアでは"nasyid"と呼ばれる）とは、イスラム教の声楽曲（宗教音楽、宗教歌謡）である。「ナシッド」あるいは「ナシード・ディーニー」とも呼ばれ、「ナシード」は「歌」、「ディーニー」は「神の」または「宗教的な」という意味である。なお、「ナシード」という語は元々「詩の朗誦」を意味する"ansyada"という言葉から来ている。

## 概要
ナシードは、アラブ・イスラム世界において人気があり、通常、ナシードの素材と歌詞は、アッラーの讃美をはじめとするイスラムの信仰、歴史、ならびに現代の出来事に基づいている。無伴奏、あるいはダフという太鼓の伴奏により歌われるチャントである。
一般的にナシードにカリンバ、弦楽器、木管楽器、金管楽器などは含まれないが、デジタルリマスタリングを行い、いずれかの打楽器を模倣する、あるいは倍音を生成することは許されている。これは、多くのイスラム法学者が、イスラム教はいくつかの基本的な打楽器を除いて楽器の使用を禁じている、と述べているためである。
イスラム教の教義に直結する歌詞の内容や、原則として楽器を用いないということから、本来、音楽を教義に反するとして排斥して来たイスラム教において、ナシードは教義に反しないものとされている。

## 現代のナシード
20世紀の後半より、政治的な内容、人権問題、環境問題などを扱った、非伝統的な内容のナシードが作られるようになっている。また、歌詞の内容が広がりを見せるのと同時に、楽器の使用を許容する動きもあり、ヴァイオリンを使用した演奏や、ナシード歌手の中で最も人気のあるサミー・ユースフのように、エレキ楽器を含む多数の楽器を用いた楽曲を発表する例もある。ナシードに楽器を使用する事については、イスラム教の戒律から逸脱しているという非難がある一方で、モスクでの礼拝を司るイマームの中にも、表向きは器楽を非難するものの、プライベートな場所では楽器を使用したナシードを聴いて楽しむ者もいる。
現在では、アラブ人ではないナシード創作家が数多くおり、英語やトルコ語などアラビア語とは異なる言語で歌っている。こういった、いわゆる「ナシード・バンド」にはネイティヴ・ディーン、アウトランディッシュなどがある。他に、よく知られたアーティストとしてかつてキャット・スティーヴンスとして知られたユスフ・イスラムなどがいる。
こうしたアーティストによる、イード・アル＝アドハー、イスラム志向のフェスティバル、会議、ショーにおけるパフォーマンスは、ISNAを含むイスラム教徒の大衆に支持されている。一方、他のアーティスト達や"Nasheed Bay"などの組織は、楽器の使用を増やす現在の傾向とは異なる、楽器を伴わないナシードを推進している。
マレーシアにおいては、ナシードは独特の発展を遂げており、イスラム復興運動の過程で学校や大学でもナシードが歌われ、大会も開催されるようになった。1990年代に入ると、マハティール首相の、マレーシアの近代化についての提言に基づき、「ナシッド・エラ・バル（新時代のナシッド）」運動が首相府により推進された。「ナシッド・エラ・バル」運動をきっかけに、マレーシアではレコード会社がアッラー讃美などの伝統的な歌詞の内容を維持しつつ、ソロ、コーラスによるアカペラや、楽器を伴う形の「ポップ・ナシッド」をリリースするようになった。マレーシアの「ポップ・ナシッド」の代表例としてライハンが挙げられる。

## ハディースにおける禁制
スンニ派のサヒーフ・アル＝ブハーリーによれば、ムハンマドは、音楽は罪深いものとしている。
ムハンマドの仲間であったアブ・アミールまたはアブ・マリク・アル＝アシャーリが語ったところによれば、ムハンマドは「私の信奉者の中から不法な性行為や絹の着用、飲酒、楽器の使用を合法的とみなす人々が出てくるであろう」と述べている。しかし、このハディースの伝承者（イスナード）には、信頼できないとされるヒシャム・イブン・アマルが含まれている。
一部のイスラム法学者は、楽器を使用する事はハディースにおいて暗に禁止されている、と主張している。4つの主要なマズハブの創始者だけでなく、多くの著名な学者が、（ナシードにおける）楽器の正当性とその使用について議論を展開してきた。そうした意見の一つとして、ハナフィー学派のアブー・ハニーファは、禁止された器楽を聴いていることが知られているような人物の証言は受け入れられない、と述べている。また、ハンバル学派のイブン・タイミーヤは、音楽は、魂にとっての酒のようなものである、と述べた。伝統的に、大半のイスラム法学者は、少なくとも楽器を伴う音楽のうちいくつかは、（ムハンマドの言行録である）ハディースにおいては罪深いこととされ、ハラームであるとしている。一方で、初期の預言者やムハンマドが音楽を鑑賞した例を経典から明らかにして引用し、こうした主張を拒絶する者もいる。

## イスラムの伝統における禁制
スンニ派の学者がクルアーンとハディースから導きだした証拠の他に、スンニ派の多くの学者が、ムスリムの歴史を通して音楽と全ての楽器はハラームであることを認めている。こうした学者には、ハナフィー学派のアブー・ハニーファ、マーリク学派のマーリク・イブン・アナス、シャフィイー、ハンバル学派のイブン・ハンバル、ダウド・アル・ザヒリが含まれる。

## ISILのナシード
イスラーム過激派テロ組織であるISIL（イスラム国）はナシードを活用したプロパガンダ活動を展開しており、戦闘員の士気高揚を目的とした内容が目立つ他、関与したテロ事件を称揚する内容のものが多く知られている。ISILによるナシードはアラビア語のほか、英語、フランス語、ドイツ語、トルコ語、中国語、ウイグル語、ベンガル語など多言語にわたり、世界各地の戦闘員を見据えたナシードが制作されている。